# Zheng Cui
Zheng Cui (chiń. 郑崔) - doktor nauk medycznych (MD PhD). Biochemik, patolog, onkolog, aktualnie pracuje w Wake Forest University, Winston-Salem, North Carolina, Stany Zjednoczone.
W 1999 roku przypadkowo odkrył mysz odporną na złośliwe nowotwory (nazwaną myszą SR/CR). Od tego czasu zajmuje się badaniami nad naturalną odpornością na nowotwory. W 2006 roku opublikował wyniki badań wskazujące na możliwość przeszczepienia odporności na choroby nowotworowe z myszy SR/CR na chore myszy nie posiadające takiej odporności. Chore myszy zdrowiały oraz dodatkowo zyskiwały czasową odporność.
Zheng sformułował tezę, popartą już częściowymi badaniami na ochotnikach, że ok. 10-15% populacji ludzkiej wykazuje odporność na nowotwory. Odporność tą zawdzięczają specjalnemu rodzajowi białych krwinek. Istnieje potencjalna możliwość, że przeszczepienie tych białych krwinek do osób chorych na nowotwór, może wyleczyć chorobę i uodpornić te osoby.